# Lustignano
Lustignano è una frazione del comune italiano di Pomarance, nella provincia di Pisa, in Toscana.
Il paese ha una struttura tipica del castello medievale quasi a forma di conchiglia e si trova al confine tra la provincia di Pisa e la provincia di Grosseto e tra il comune di Pomarance ed i comuni di Castelnuovo di Val di Cecina, Monterotondo Marittimo e Monteverdi Marittimo.

## Geografia fisica
Il borgo di Lustignano si trova a 410 metri di altezza sul livello del mare, nelle Colline metallifere pisane. Nelle vicinanze dell'abitato, in prossimità del Castel di Cornia, comunemente conosciuto come "Torraccia", si gettano nel fiume Cornia le acque del torrente Turbone.

## Storia
Numerosi sono i reperti archeologici rinvenuti nelle vicinanze del borgo dove il più noto, risalente al paleolitico, è un ciottolo piatto di calcare a grana fine con graffito un animale di genere bisonte inciso su una delle facce. Il ritrovamento è avvenuto nella zona denominata "Grotte ai Corvi". È stato affrontato prima di tutto il problema dell'identificazione dell'animale. Un'analisi approfondita dei caratteri anatomici, associata ad un confronto a livello statistico di alcuni indici caratteristici nei bovi e nei bisonti delle rappresentazioni paleolitiche dell'area mediterranea e franco-cantabrica, ha permesso di propendere per il genere Bison. Sul piano stilistico si tratta di una rappresentazione di carattere naturalistico, in cui sono presenti i moduli delle ultime rappresentazioni dell'arte franco-cantabrica (stile IV di Leroi-Gourhan, visione prospettica delle zampe anteriori, raffigurazione delle estremità delle zampe, rapporto ventre-zampe posteriori). Non mancano tuttavia certi tratti caratteristici della provincia mediterranea.
Il nome "Lustignano" deriva da "Lussignano" nome dell'insediamento in epoca romana forse ricalcato dall'etrusco Listenio.
Fin dal periodo etrusco la città di Volterra impose il suo dominio su questo territorio essendo collegata dalla Via Maremmana che la congiungeva a Populonia tramite un fascio di itinerari.

## Monumenti e luoghi d'interesse

### Chiesa San Martino di Lustignano
Soggetta a vari interventi durante i secoli, il suo aspetto attuale risale al XIX secolo, allorché per l'avvento dell'industria chimica e il conseguente incremento demografico si rese insufficiente la primitiva chiesa.

### Lagoni di Lustignano (definiti Rossi dal XVI sec.)
Villaggio costruito ai primi dell'800 come villaggio-fabbrica di Lustignano per l'estrazione dell'acido borico dai lagoni boraciferi che si trovavano in questo luogo. Qui vivevano gli operai e le loro famiglie e con il tempo la località fu arricchita con un circolo ricreativo ed una chiesa, che fu costruita nel 1936 dal principe Piero Ginori Conti su disegno dell'ingegner Lamberto Musi.
Agli albori dell'Ottocento, qui, si traeva borace ponendo sul fuoco di legna l'acqua bollente dei lagoni e il nome di "Magazzino del Diavolo" segnato su una vecchia cartina del luogo rende bene l'idea dell'ambiente sulfureo.
Ancora oggi la geotermia caratterizza fortemente il paesaggio con la presenza di diverse tipologie di manifestazioni, come soffioni, fuoriuscite di vapore dal terreneo, putizze e fumarole visibili in questo luogo in modo naturale.

### Castel di Cornia
Il Castel di Cornia, conosciuto anche come Torraccia o Castelluccio di Cornia, era situato nell'Alta omonima valle, sul crinale posto alla confluenza tra l'omonimo fiume ed il suo affluente Turbone, 8 km. ad Est di Monteverdi, nei pressi dell'abitato di Lustignano. Si trovava all'interno di una cinta muraria poligonale non molto visibile oggi a causa della rigogliosa vegetazione.
A pianta quadrangolare, con lati di circa m 9, raggiunge un'altezza massima di circa m 16 sui lati sud-est e sud-ovest. Appare costruita in due ben distinte fasi, evidenziate sia dalla variazione della tecnica costruttiva che dal materiale impiegato.
Oggi la Torre rientra nel possedimento della Fattoria di Vecchienne.

### Sculture
Nel borgo possiamo trovare inoltre le recenti opere scultoree del lustignanino Fabio Batini:
- la "Fontana della Lucertola" (o meglio "del ramarro"), rettile della fanciullezza si trova all'inizio del paese con lo scopo di fornire al turista o al viandante un sedile, le coordinate geografiche, la direzione del vento e l'acqua raccolta in mani simboleggianti i popoli assetati.
- la "Fontana della Chiocciola" che si trova nella piazza centrale di fronte alla struttura dell'asilo G.B. Cortese dove con il bassorilievo dello stemma del paese e la scultura della chiocciola, tipica del fiume Cornia ed anche cibo gustoso se cucinato alla lustignanina, l'acqua viene raccolta in una coppa a forma di serpente, con un occhio della vipera e l'altro della innocua biscia.
- la Fontana del Poggiolo un masso di arenaria scolpito come allegoria della festa paesana che si svolge nel fine settimana dopo metà agosto, con una fontanella per i frequentatori del parco comunale del Poggiolo.

## Cultura

### Eventi
La festa paesana si tiene ogni anno nella terza settimana di agosto dal giovedì alla domenica organizzata dalla locale Associazione Culturale Sportiva. La prima edizione si è tenuta nell'agosto 1988. Si possono gustare durante la festa prodotti tipici e specialità della cucina casalinga locale come tortelli, stoccafisso, cacciucco e carne alla brace.
La fiera paesana invece si tiene ogni anno l'ultimo lunedì di settembre con banchetti dove si possono gustare prodotti tipici e spazi espositivi con oggetti di artigianato locale, accessoristica tecnico-generale, servizi e prodotti per la casa e il giardino. Alla sera tradizionale cena a base di affettati toscani, tortelli e trippa.
La festa del patrono si tiene il giorno 11 novembre nella chiesa di Lustignano. Il titolare è San Martino ed ogni anno i parrocchiani del paese organizzano dopo la celebrazione una cena nei locali del circolo A.C.L.I. il cui ricavato viene devoluto nelle casse della parrocchia.

## Geografia antropica
Il paese si sviluppa intorno alle tre vie principali: Via della Chiesa dalla quale si giunge alla Chiesa di San Martino, Via delle Lastre così nominata a causa dell'antico selciato e Via della Vecchia Fattoria, poi via dei Fiori, dalla quale si sale alla Fattoria Vecchia e alla chiostra, posta all'estremità occidentale della cinta muraria da dove lo sguardo spazia nella vallata fino alle Isole D'Elba e di Montecristo. Alla parte antica si è aggiunta la parte nuova che si è sviluppata lungo la strada che porta a "Villa Cortese", la via della Villa.

## Economia

### Turismo
Lustignano e le zone circostanti stanno diventando un'apprezzata meta turistica grazie ai loro paesaggi incontaminati. Si possono ammirare manifestazioni geotermiche, tra le quali fumarole e putizze nella zona dei Lagoni Rossi, e boschi di querce.

### Industria
Il prevalente tipo di industria presente a Lustignano è quella geo-termo elettrica, dove Enel Green Power, nel villaggio fabbrica di Lagoni Rossi, come in tutta l'area geotermica, sfrutta la forza del vapore endogeno per produrre energia elettrica.
In questo insediamento produttivo si riescono a produrre 100 milioni di chilowattora all'anno e vengono rispettati i migliori standard ambientali e di insediamento paesaggistico. Con la messa in marcia della centrale "Nuova Lagoni Rossi", si aggiungono 12 MW alla capacità geotermica installata nell'area di Larderello. La produzione di energia elettrica di questa centrale in un anno è
corrispondente ai consumi di 40 000 famiglie - la metà degli abitanti della città di Pisa - e permette di evitare ogni anno l'emissione in atmosfera di circa 75 000 tonnellate di CO2, oltre a un risparmio di combustibili fossili per 23 000 tonnellate equivalenti di petrolio (TEP). La centrale è inoltre dotata di un innovativo sistema di telesupervisione e telediagnostica che consente il completo controllo a distanza del gruppo e la prevenzione di eventuali anomalie di funzionamento.

## Sport
Il paese di Lustignano dispone di un campo sportivo polivalente dotato di impianto di illuminazione dove è possibile praticare la disciplina del tennis ed anche quella del calcio a 5.